# Юніон (округ, Нью-Джерсі)
Шаблон:StateAbbr_ 40°39′ пн. ш. 74°17′ зх. д. / 40.65° пн. ш. 74.29° зх. д.
Округ  Юніон (англ. Union County) — округ (графство) у штаті  Нью-Джерсі, США. Ідентифікатор округу 34039.

## Історія
Округ утворений 1857 року.

## Демографія
За даними перепису 
2000 року 
загальне населення округу становило 522541 осіб, усе міське.
Серед мешканців округу чоловіків було 251372, а жінок — 271169. В окрузі було 186124 домогосподарства, 133352 родин, які мешкали в 192945 будинках.
Середній розмір родини становив 3,28.
Віковий розподіл населення поданий у таблиці:
| Стать    | До 15 років | 15-21 | 22-29 | 30-39 | 40-49 | 50-65 | 65-85 | Понад 85 |
| -------- | ----------- | ----- | ----- | ----- | ----- | ----- | ----- | -------- |
| Чоловіки | 56465       | 22038 | 25958 | 42432 | 38813 | 37337 | 25724 | 2605     |
| Жінки    | 53730       | 20925 | 26250 | 44330 | 40664 | 41558 | 36948 | 6764     |

## Суміжні округи
- Ессекс – північ
- Гудзон – північний схід
- Стейтен-Айленд, Нью-Йорк – схід
- Міддлсекс – південь
- Сомерсет – захід
- Морріс – північний захід

## Виноски
1. ↑  Forstall, Richard L. Population of states and counties of the United States: 1790 to 1990 from the Twenty-one Decennial Censuses, pp. 108–109. Бюро перепису населення США, March 1996. ISBN 9780934213486. Accessed October 6, 2013.
2. ↑  New Jersey: 2010 - Population and Housing Unit Counts; 2010 Census of Population and Housing, p. 6, CPH-2-32. Бюро перепису населення США, August 2012. Accessed August 29, 2016.
3. ↑  DP-1 – Profile of General Demographic Characteristics: 2000; Census 2000 Summary File 1 (SF 1) 100-Percent Data for Union County, New Jersey[недоступне посилання], Бюро перепису населення США. Accessed September 30, 2013.(англ.) Наведено за англійською вікіпедією.
4. ↑  DP1 – Profile of General Population and Housing Characteristics: 2010 Demographic Profile Data for Union County, New Jersey[недоступне посилання], Бюро перепису населення США. Accessed January 21, 2013.
5. ↑  U.S. Census Bureau Delivers New Jersey's 2010 Census Population Totals, Бюро перепису населення США, February 3, 2011. Accessed February 5, 2011.
6. ↑  American FactFinder. Бюро перепису населення США. Архів оригіналу за 26 лютого 2012. Процитовано 31 січня 2008. [Архівовано 2008-05-21 у Wayback Machine.]

| США | Це незавершена стаття з географії США. Ви можете допомогти проєкту, виправивши або дописавши її. |